# Erwin Baur
Erwin Baur (Ichenheim, Gran Ducado de Baden, 16 de abril de 1875–Berlín, 2 de diciembre de 1933) fue un genetista y botánico alemán. Trabajó principalmente en genética vegetal. Fue director del Instituto Káiser Wilhelm de Mejoramiento Genético (desde 1938 Erwin Baur-Instituto). Es considerado como el padre de la virología vegetal. Descubrió la herencia de los plastos.
En 1908 Baur demostró un gen letal en Antirrhinum. En 1909 trabajando en genes de cloroplastos en Pelarganium (geranios) demostró que violaban cuatro de las cinco leyes de Mendel.
Baur estatuyó que
1. Los plastos son portadores de factores hereditarios capaces de mutar.
2. En plantas variegadas, tiene lugar una clasificación aleatoria de plastos.
3. Los resultados genéticos indican una herencia biparental de plastos por células de óvulo y de espermatozoides en Pelargonium.

Desde los años 30; y, con la obra de Otto Renner, la herencia de los plastos, se convirtió en una teoría genética ampliamente aceptada.
En 1921 y 1932 Baur fue coautor con Fritz Lenz y Eugen Fischer de dos volúmenes, que resultaría finalmente en el libro "Herencia Humana", el cual fue influencia importante en las teorías raciales de Adolf Hitler. El trabajo sirvió de inspiración central, como soporte biológico en Hitler  "Mein Kampf".

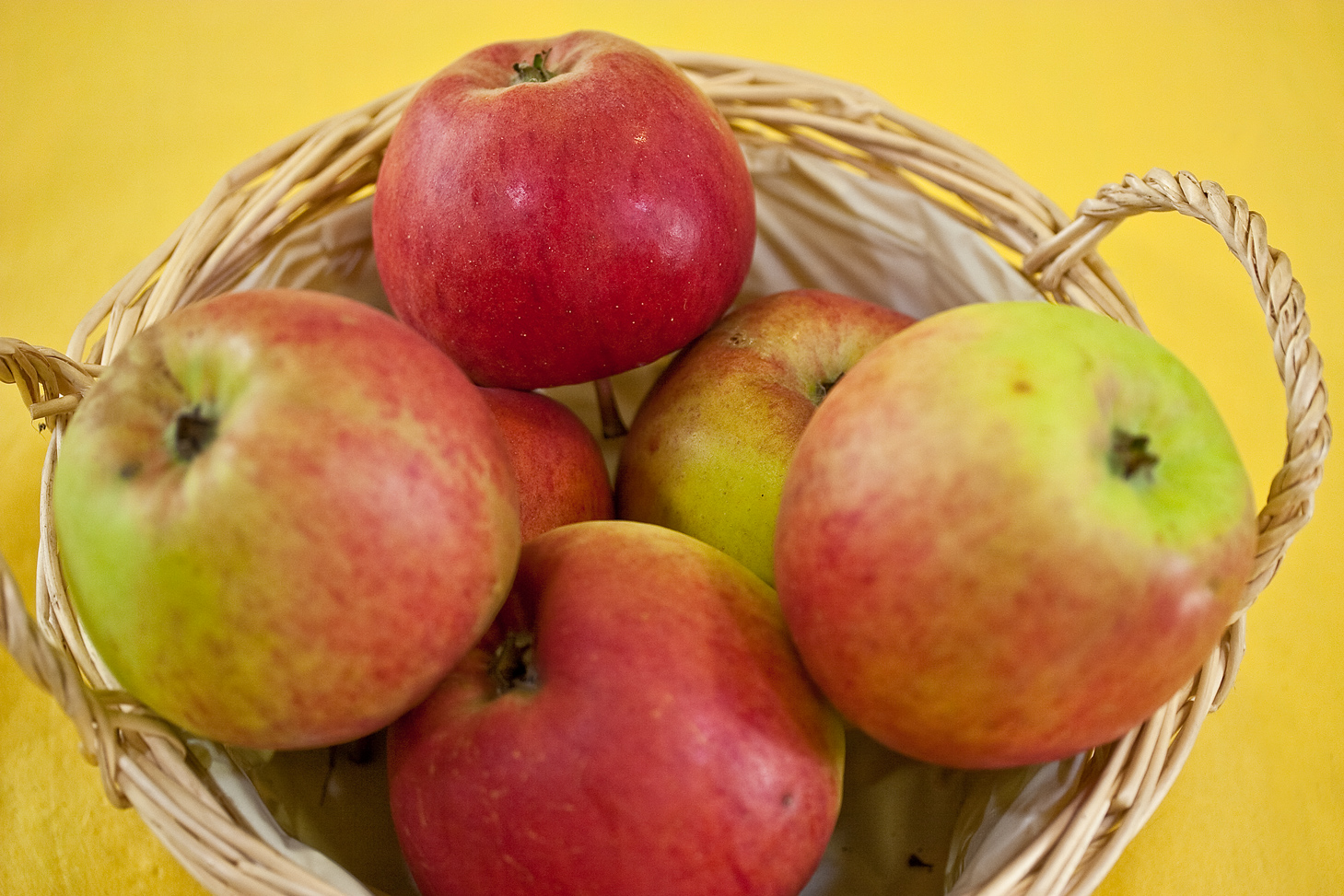
Variedad de manzana, del Instituto de Agronomía Müncheberg, nombrado 'Erwin Baur'

## Obra

### Algunas publicaciones
- Die wissenschaftlichen Grundlagen der Pflanzenzüchtung. Borntraeger, Berlín 1921 Archive
- Vererbungs- und Bastardisierungsversuche mit Antirrhinum. In: Zeitschrift für Induktive Abstammungs- und Vererbungslehre 3, p. 34–98, 1910

- Einführung in die experimentelle Vererbungslehre. Borntraeger, Berlín 1911

- Die wissenschaftlichen Grundlagen der Pflanzenzüchtung. Borntraeger, Berlín 1921

- Erwin Baur, Eugen Fischer, Fritz Lenz: Grundriss der menschlichen Erblichkeitslehre und Rassenhygiene. Lehmanns, Múnich 1921, v. I. In späteren Auflagen bis 1936: "Menschliche Erblichkeitslehre und Rassenhygiene" (Erstes deutsches Lehrbuch für Rassenhygiene und Standardwerk der Zeit als sog. Baur-Fischer-Lenz)

- Einführung in die experimentelle Vererbungsiehre, 5ª ed. В. 1922;

- Wissenschaftliche Grundlagen der Pflanzenzüchtung, 5ª ed. B. 1924;

- Untersuchungen über das Wesen, die Entstehung und die Vererbung von Rassenunterschieden bei Antirrhinum majus, B., 1924.

- Erwin Baur & Max Hartmann Hgg. Handbuch der Vererbungswissenschaft. Borntraeger, Berlín 1929 ff (v. 1-32)

- Die Bedeutung der natürlichen Zuchtwahl bei Tieren und Pflanzen. Berlín 1936 (Erstausg. 1933)

- Untergang der Kulturvölker im Lichte der Biologie. Lehmanns, Múnich 1934 (Neuaufl.)